# Antoine de Succa
Antoine de Succa est un militaire, dessinateur et peintre flamand spécialisé dans les portraits royaux, né vers 1567 et mort le 7 septembre 1620 à Anvers.

## Biographie
D'une famille noble piémontaise originaire de Castelnuovo, près d'Asti, qui était seigneur de Ter Saelen, Antoine de Succa devient officier dans l'armée des Flandres, d'abord sous le comte Pierre-Ernest Ier de Mansfeld puis à partir de 1594 dans le régiment de cavalerie de Don Philips van Robles. Après cela, il fait un choix radical de changement de carrière. En 1598, il est inscrit comme maître libre dans le registre d'inscription de la Guilde de Saint-Luc d'Anvers. L'année suivante, 25 de ses tableaux sont accrochés à l'hôtel de ville d'Anvers.
En 1599, Succa épouse Madeleine de Cocquiel, fille de Charles de Cocquiel, capitaine de cavalerie, et de Marie Gramaye, petite-fille de Charles de Cocquiel et parente du célèbre historien Jean-Baptiste Gramaye. Ils ont eu huit enfants, dont aucun n'atteindra l'âge de la majorité. 
Le 11 octobre 1600, il est nommé, par lettres patentes, portraitiste-généalogiste des archiducs Albert et Isabelle, qui lui confient une tâche qui l'intéresse depuis un certain temps : réaliser des portraits réalistes des vieux monarques des Pays-Bas. Succa y consacre le reste de sa vie.
Décédé en 1620, il est enterré dans l'église Saint-André d'Anvers, où son épitaphe le désigne sous le nom de Serenissimis Alberto et Isabellae a genealogiis principum.

## Œuvre

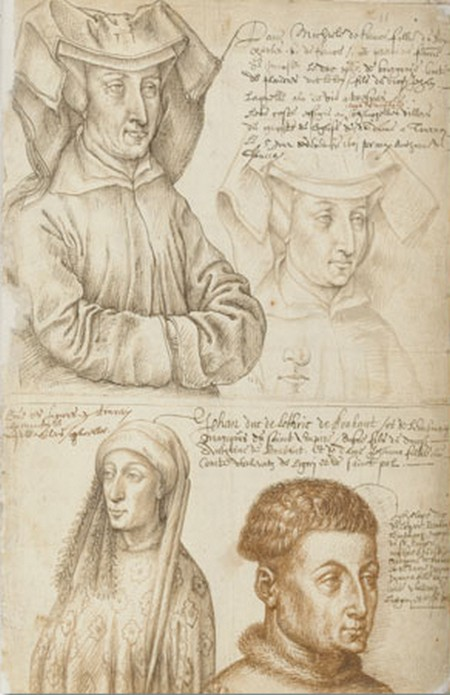
Page des Mémoires : la comtesse Michelle de Valois, le duc Jean IV de Brabant et Philippe de Saint-Pol
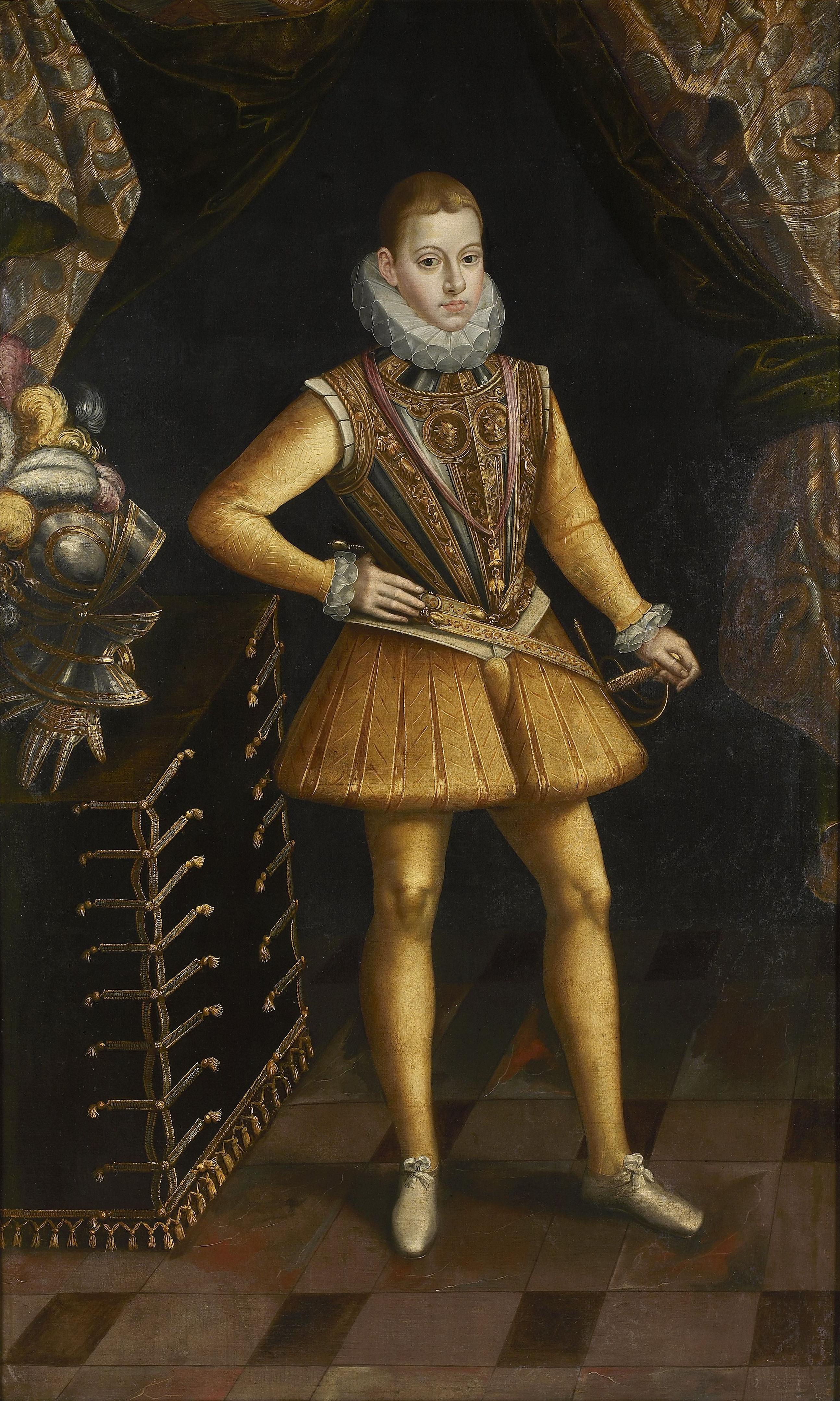
Portrait du roi Philippe III d'Espagne (Maison de Rubens, Anvers)